# Шлегельмильх, Александр Карлович
Александр Карлович Шлегельмильх (нем. Alexander Schlegelmilch; 1 июля 1777 — 27 декабря 1831) — русский минералог немецкого происхождения, академик РАН (1820).
Родился в 1777 году. С 1797 по 1809 год — преподаватель Санкт-Петербургского горного института. Вслед за Иоганном Антоном Гюльденштедтом отправился на Кавказ для проведения минералогических исследований, некоторые результаты которых опубликовал в 1810 году в Берлине на немецком языке в одном из научных журналов. В декабре 1808 года он стал адъюнктом Императорской Академии наук в Санкт-Петербурге (предшественнице РАН). С 1 апреля 1812 года по 14 августа 1820 года (по юлианскому календарю) был членом-корреспондентом Академии, а с 1820 года — действительным членом.
Скончался в 1831 году.

## Избранные работы
- Alexander Schlegelmilch: Über den körnigen Basalt in Georgien. In: Gesellschaft naturforschender Freunde zu Berlin. Magazin für die neuesten Entdeckungen in der gesammten Naturkunde. Band 4. Realschulbuchhandlung, Berlin 1810, S. 270–274